# Chloroclystis minima
Chloroclystis minima är en fjärilsart som beskrevs av Hudson 1905. Chloroclystis minima ingår i släktet Chloroclystis och familjen mätare. Inga underarter finns listade i Catalogue of Life.